# Champeta

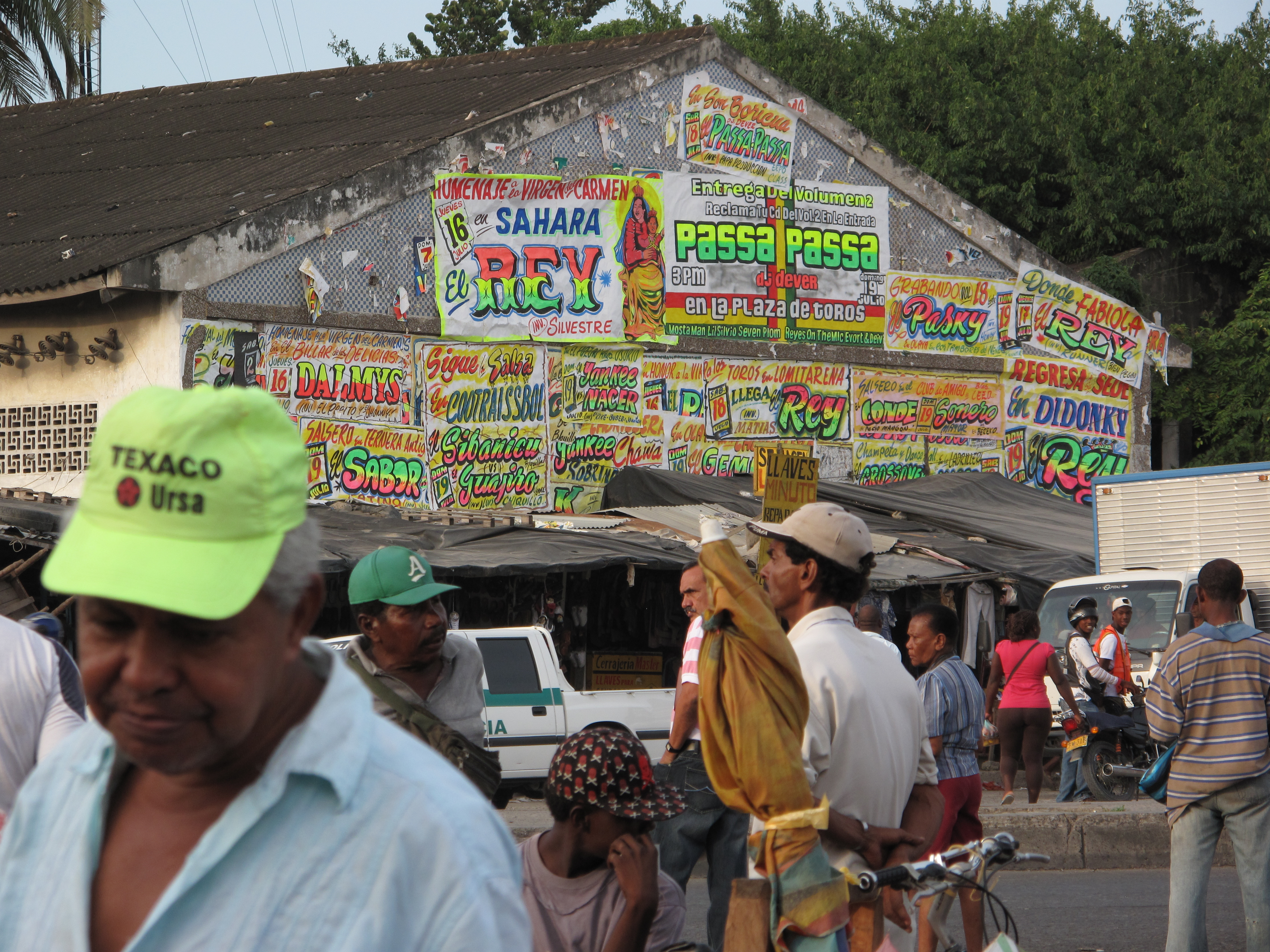
Werbeplakate für Champeta-Konzerte in Kolumbien

Champeta ist eine afrokolumbianische Musikrichtung aus Cartagena de las Indias und Umgebung. Besondere kulturelle Bedeutung hat der Champeta in San Basilio de Palenque, einer Gemeinde in der kolumbianischen Provinz Bolívar.

## Etymologie

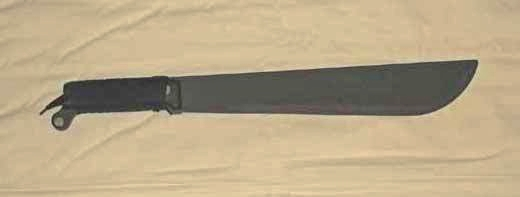
Kolumbianisches Champeta-Messer

Namensgeber ist ein kurzes, gebogenes Messer aus der Karibikregion in Kolumbien, das als Arbeits- und Haushaltswerkzeug in der Küche, aber auch ähnlich wie die Machete als Waffe verwendet wird.

## Historische Entwicklung
Der Name Champeta tauchte erstmals in den 1920er Jahren auf, in den 1970er Jahren wurde der Tanz und in den 1980er Jahren die Musikrichtung als Champeta bezeichnet. Vormals wurde die arme afrokolumbianische Bevölkerung in der Peripherie Cartagenas despektierlich als Champetudos bezeichnet. Die Bezeichnung Champeta wurde von der herrschenden weißen Bevölkerung gleichbedeutend mit Begriffen wie Vulgarität, Armut und schwarze Hautfarbe assoziiert. Aus Sicht der schwarzen Bevölkerung mit Sklaverei, Misshandlung, Ausbeutung und Diskriminierung. Seit den 1970er Jahren wurde die Champeta-Kultur auf nationaler Ebene bekannt durch zahlreiche Aufführungen der karibischen Tänze. Die Musik war häufig ein Gemisch aus verschiedenen Stilrichtungen wie Salsa, Jíbaro und später auch Reggae. In den 1960er Jahren begann man damit Champeta-Musik in Cartagena aus überdimensionierten Lautsprechern abzuspielen. Tanzwettbewerbe und andere Veranstaltungen wurden auf diese Weise abgehalten. Die Champeta-Veranstaltungen erhielten eine Ventilfunktion angesichts der wirtschaftlichen Probleme und sozialen Gesellschaftsunterschiede in Kolumbien. Man nannte sie seit den 1980er Jahren auch Terapía Criolla, woraus sich eine eigene musikalische Stilrichtung entwickelte, die sich zunächst auf Cartagena und San Basilio konzentrierte. Später war der Champeta auch in Barranquilla. Barranquilla spielte eine große Rolle bei der Kommerzialisierung des Champeta, so änderte sich auch der Name von Terapía Criolla, Terapía Colombiana und schließlich Champeta.

## Kulturelle Aspekte
Der Champeta besteht aus vier Säulen: der Champeta-Musik oder Therapie (auch Afrocaribeña), der Benbocata, dem Picó und den Perreos.
Weitere Bestandteile sind der politische Aktivismus, die folkloristischen Trachten und andere kulturelle Elemente.

## Musik
Seine Blüte erlebt der Champeta als urbane Musikkultur in Cartagena. Der Champeta vermischt eine Reihe von afrikanischen Musikstilen wie Soukous, Highlife, Mbaqanga, Jùjú mit antillanischen Stilrichtungen Rap-Raggareggae, haitianischer Compass, Zouk, Soca und Calipso, hinzu kommen afrokolumbianische Stile wie Bullerengue, Mapalé und Zambapalo. Bezeichnend für den Champeta ist die überdimensionierte Soundausstattung, da mit leistungsstarken Lautsprecherboxen große Straßenflächen beschallt werden. Bei den Instrumenten haben elektrischer Gesang, Perkussion, Gitarren, Congas und der Synthesizer für die Erzeugung der dominierenden Bass-Spur und rhythmischer Effekte den Vorrang. Eine weitere Rolle spielt der Chor und der sogenannte Despeluque.
Die Picós sind häufig auf Pick-Ups montiert, welche häufig martialische Namen wie „El Conde“, „El Guajiro“, „El Tiraflecha“, „El Rey“, „El Parrandero“, „El Rambo“, „El Tumbatecho“ oder „El Huracán“ tragen und mit extremen Lautstärken arbeiten. Die verschiedenen Picós haben ihre Anhänger, die sich häufig untereinander im Wettstreit befinden.
Die Texte bestehen überwiegend aus einer populären Sprache und behandeln meistens die Diskriminierung der afrokolumbianischen Bevölkerung, Phantasien und sind häufig sexuell eingefärbt. Die Hymne des Champeta „Yo soy Champetúo de Michel“ singt vom Stolz der Champetudos und der historischen Stratifikation. Leitfiguren des modernen Champeta sind beispielsweise DJ Chawala, welcher sich als King de Rocha bezeichnet, und der Künstler Rafael Escallón.
Der aus Cartagena stammende Champetasänger Gustavo Álvarez Serna alias Giblack hatte seit 2021 mit dem durch bei YouTube und Tik Tok veröffentlichten Video des Welthits "El Avioncito" einen sehr starken kommerziellen Erfolg.

## Tanz
Der ausdrucksstarke und sinnliche Champeta kennt unterschiedliche Tanzfiguren, die Bezeichnungen wie „Cama“, „Sacerdote“, „Caballito“ oder „Caracol“ tragen. Champeta wird als Paar oder auch allein getanzt und kann als eine Art körperlicher Therapie dienen. In bestimmten Zuständen kann die Champeta auch in tranceähnliche Zustände versetzen.

## Filmische Bearbeitung
Die Champetakultur wurde erstmals im Film Bandoleros (2006) von Erlyn Salgado verarbeitet. Bandoleros wurde auf dem internationalen Filmfestival in Cannes aufgeführt.

## Bekannte Champeta-Interpreten
Bekannte Champeta-Gruppen sind:
- Michel
- Afinaíto (Sergio Liñan)
- El Sayayín (Jhon Jairo Sayas Díaz)
- Charles King
- El Pupy
- El Jhonky (D.E.P.) (Jhon Einster Gutíerrez Cassianis)
- Elio Boom (Francisco Corrales)
- Mister Black (Edwin Antequera)
- Álvaro “El Bárbaro”[22] (Álvaro Zapata)
- El Papo Man
- Luis Towers
- El Yao
- Ito „El Intocable“[23]
- Boogaloo
- Dogardisc
- Melchor Torres
- El Pitu
- El Chano
- Dj Chawala
- Giblack (Gustavo Álvarez Serna) mit dem Welthit “El Avioncito” (2021)